# شرکت سرمایه‌گذاری کره
شرکت سرمایه‌گذاری کره (به انگلیسی: Korea Investment Corporation) شرکت سرمایه‌گذاری و صندوق ذخیره ارزی کره جنوبی است، که در سال ۲۰۰۵ راه‌اندازی شد و در سال ۲۰۱۳ دارایی تحت مدیریت آن، بالغ بر ۷۲ میلیارد دلار برآورد گردید.
دفتر مرکزی شرکت سرمایه‌گذاری کره در شهر سئول، قرار دارد. این موسسه، دارای سرمایه‌گذاری در حوزه‌های سهام اختصاصی، توسعه املاک و مستغلات، زیرساخت‌های شهری، صندوق‌های سرمایه‌گذاری مشترک و سایر بازارهای مالی بین‌المللی می‌باشد.